# SCE Bend Studio
Bend Studio – amerykański producent gier komputerowych z siedzibą w Bend w stanie Oregon. 
Firma została założona w 1994 pod nazwą Eidetic i została zakupiona przez Sony Computer Entertainment America w 2000 roku. Jedną z najbardziej znanych serii wyprodukowanych przez studio jest Syphon Filter. W 2012 roku wyprodukowali spin-off serii Uncharted na PlayStation Vita — Uncharted: Złota Otchłań. Aktualnie Bend Studio działa jako oddział SCE Worldwide Studios.

## Wyprodukowane gry
jako Eidetic
| Rok  | Tytuł gry                | Platforma   |
| ---- | ------------------------ | ----------- |
| 1994 | Columbo's Mystery Capers | Newton      |
| 1996 | Bubsy 3D                 | PlayStation |
| 1999 | Syphon Filter            | PlayStation |
| 2000 | Syphon Filter 2          | PlayStation |

jako Bend Studio
| Rok  | Tytuł gry                       | Platforma                           |
| ---- | ------------------------------- | ----------------------------------- |
| 2001 | Syphon Filter 3                 | PlayStation                         |
| 2004 | Syphon Filter: The Omega Strain | PlayStation 2                       |
| 2006 | Syphon Filter: Dark Mirror      | PlayStation Portable, PlayStation 2 |
| 2007 | Syphon Filter: Logan's Shadow   | PlayStation Portable, PlayStation 2 |
| 2007 | Syphon Filter: Combat Ops       | PlayStation Network (PSP)           |
| 2009 | Resistance: Retribution         | PlayStation Portable                |
| 2011 | Uncharted: Złota Otchłań        | PlayStation Vita                    |
| 2012 | Uncharted: Pogoń za fortuną     | PlayStation Vita                    |
| 2019 | Days Gone                       | PlayStation 4                       |